# Championnats du monde de marathon (canoë-kayak) 1990
Navigation
Championnats du monde de marathon 1988 Championnats du monde de marathon 1992
Les 2e championnats du monde de marathon en canoë-kayak de 1990 se sont tenus à Copenhague au Danemark, sous l'égide de la Fédération internationale de canoë.

## Podiums

### K1
| Rang               | Athlète           | Pays     | Temps           |
| ------------------ | ----------------- | -------- | --------------- |
| Médaille d'or      | Kalman Petrovics  | Hongrie  | 2 h 53 min 58 s |
| Médaille d'argent  | Stefan Gustafsson | Suède    | 2 h 53 min 59 s |
| Médaille de bronze | Claus Rohr        | Danemark | 2 h 54 min 08 s |

| Rang               | Athlète            | Pays               | Temps           |
| ------------------ | ------------------ | ------------------ | --------------- |
| Médaille d'or      | Ingeborg Rasmussen | Norvège            | 3 h 13 min 45 s |
| Médaille d'argent  | Katalin Lakatos    | Hongrie            | 3 h 13 min 47 s |
| Médaille de bronze | Manuela Koeblitz   | Allemagne de l'Est | 3 h 13 min 56 s |

### K2
| Rang               | Athlète                   | Pays               | Temps           |
| ------------------ | ------------------------- | ------------------ | --------------- |
| Médaille d'or      | Thor Nielsen Lars Koch    | Danemark           | 2 h 46 min 28 s |
| Médaille d'argent  | Ivan Lawler Graham Burns  | Royaume-Uni        | 2 h 46 min 29 s |
| Médaille de bronze | Jens Stegemann Olaf Scheu | Allemagne de l'Est | 2 h 46 min 30 s |

| Rang               | Athlète                          | Pays            | Temps           |
| ------------------ | -------------------------------- | --------------- | --------------- |
| Médaille d'or      | Agnes Erdodi Andrea Baranyai     | Hongrie         | 3 h 00 min 14 s |
| Médaille d'argent  | Barbara Vernerova Alena Hroudova | Tchécoslovaquie | 3 h 02 min 29 s |
| Médaille de bronze | Agnes Tas Tunde Demeny           | Hongrie         | 3 h 03 min 24 s |

### C1
| Rang               | Athlète       | Pays            | Temps           |
| ------------------ | ------------- | --------------- | --------------- |
| Médaille d'or      | Stig Jepsen   | Danemark        | 3 h 13 min 56 s |
| Médaille d'argent  | Pál Pétervári | Hongrie         | 3 h 16 min 42 s |
| Médaille de bronze | Jiri Vrdlovec | Tchécoslovaquie | 3 h 17 min 29 s |

### C2
| Rang               | Athlète                              | Pays             | Temps           |
| ------------------ | ------------------------------------ | ---------------- | --------------- |
| Médaille d'or      | Arne Nielsson Christian Frederiksen  | Danemark         | 2 h 52 min 16 s |
| Médaille d'argent  | Gabor Gyursanszky Zsolt Nadacdi      | Hongrie          | 3 h 02 min 44 s |
| Médaille de bronze | Victor Dobrotvorsky Andrey Balabanof | Union soviétique | 3 h 02 min 53 s |

## Tableau des médailles
| Rang  | Nation             | Or | Argent | Bronze | Total |
| ----- | ------------------ | -- | ------ | ------ | ----- |
| 1     | Danemark           | 3  | 0      | 1      | 4     |
| 2     | Hongrie            | 2  | 3      | 1      | 6     |
| 3     | Norvège            | 1  | 0      | 0      | 1     |
| 4     | Tchécoslovaquie    | 0  | 1      | 1      | 2     |
| 5     | Royaume-Uni        | 0  | 1      | 0      | 1     |
| -     | Suède              | 0  | 1      | 0      | 1     |
| 7     | Allemagne de l'Est | 0  | 0      | 2      | 2     |
| 8     | Union soviétique   | 0  | 0      | 1      | 1     |
| Total | Total              | 6  | 6      | 6      | 18    |